# Steen Blicher
Steen Steensen Blicher (Copenhaguen, 11 de gener de 1899 - Frederiksberg, Selàndia, 1 de d'agost de 1965) va ser un futbolista danès que va competir a començament del segle xx. Jugà com a defensa i el 1920 va disputar la competició de futbol dels Jocs Olímpics d'Anvers.
Pel que fa a clubs, jugà al KB entre 1916 i 1929. A la selecció nacional jugà un total de 27 partits, en què marcà 5 gols. Debutà contra Noruega l'octubre de 1918 i disputà el seu darrer partit contra Suècia el juny de 1929.